# Microstegium vimineum
Microstegium vimineum là một loài thực vật có hoa trong họ Hòa thảo. Loài này được (Trin.) A.Camus mô tả khoa học đầu tiên năm 1922.

## Hình ảnh

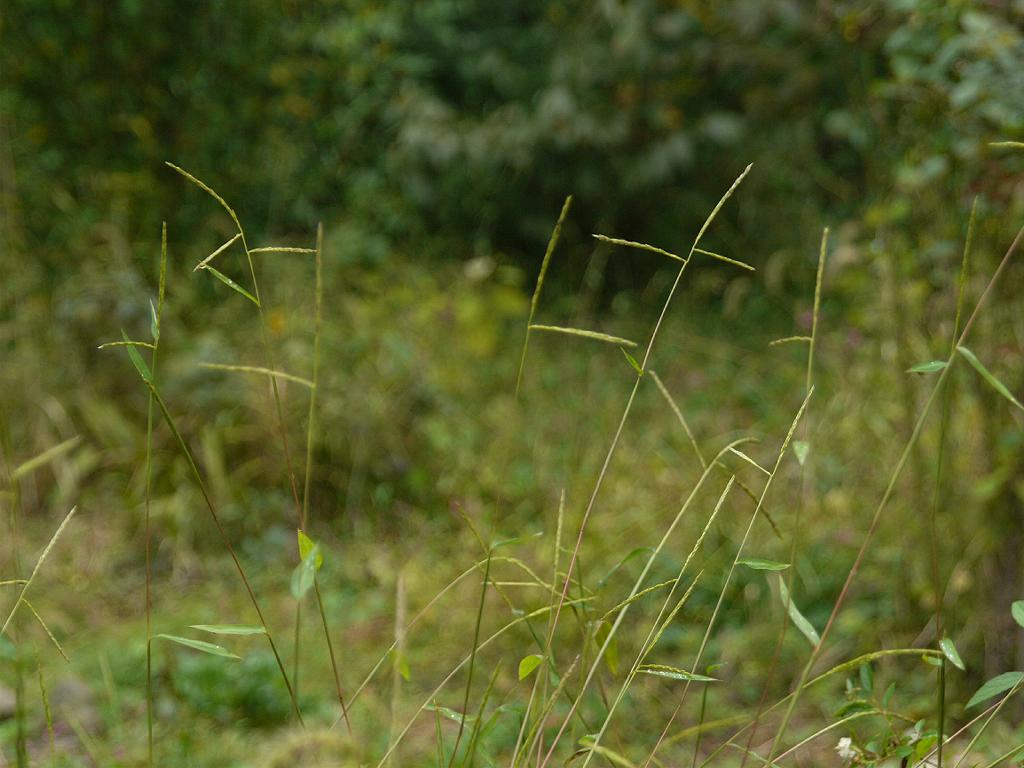
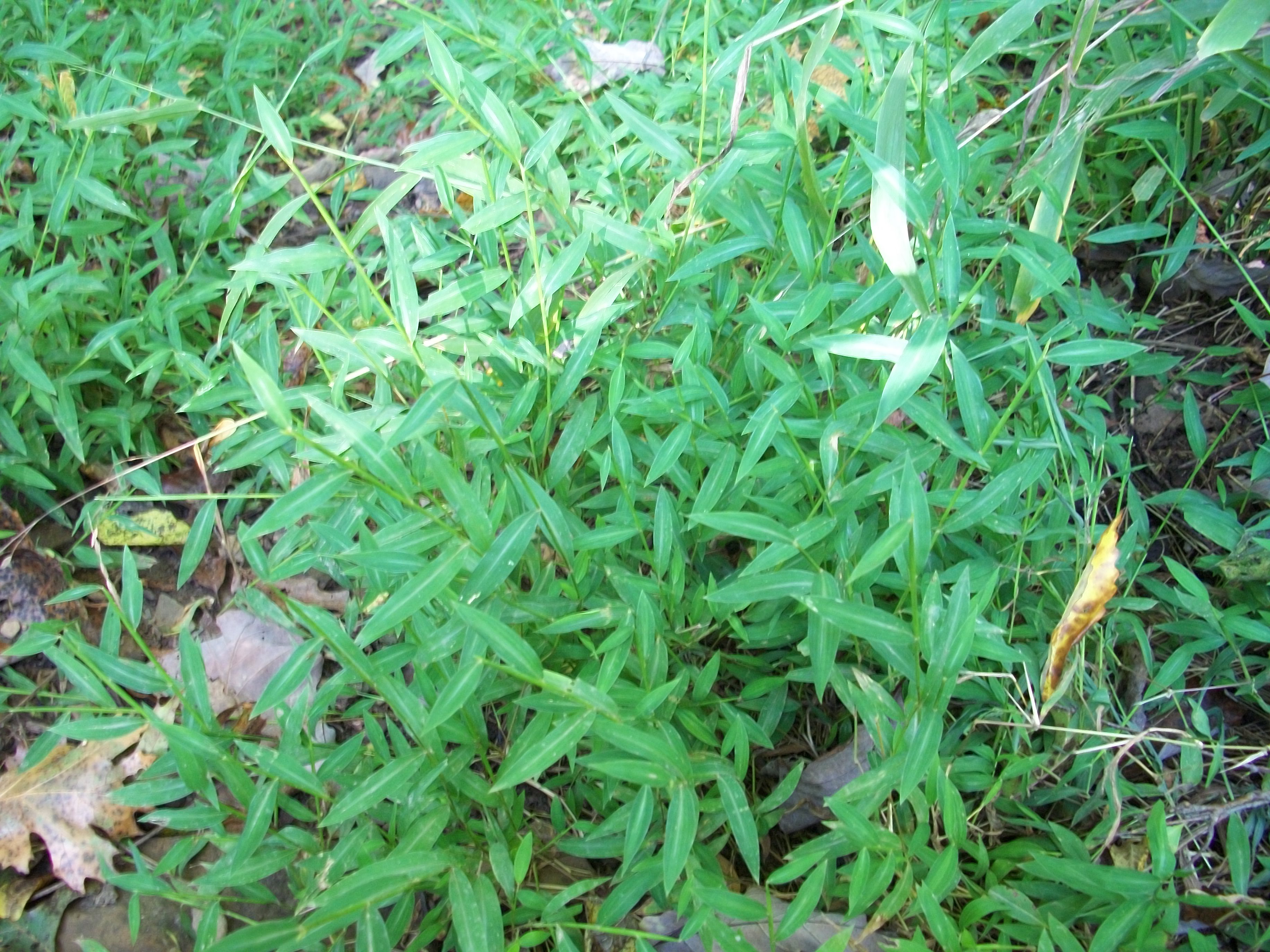
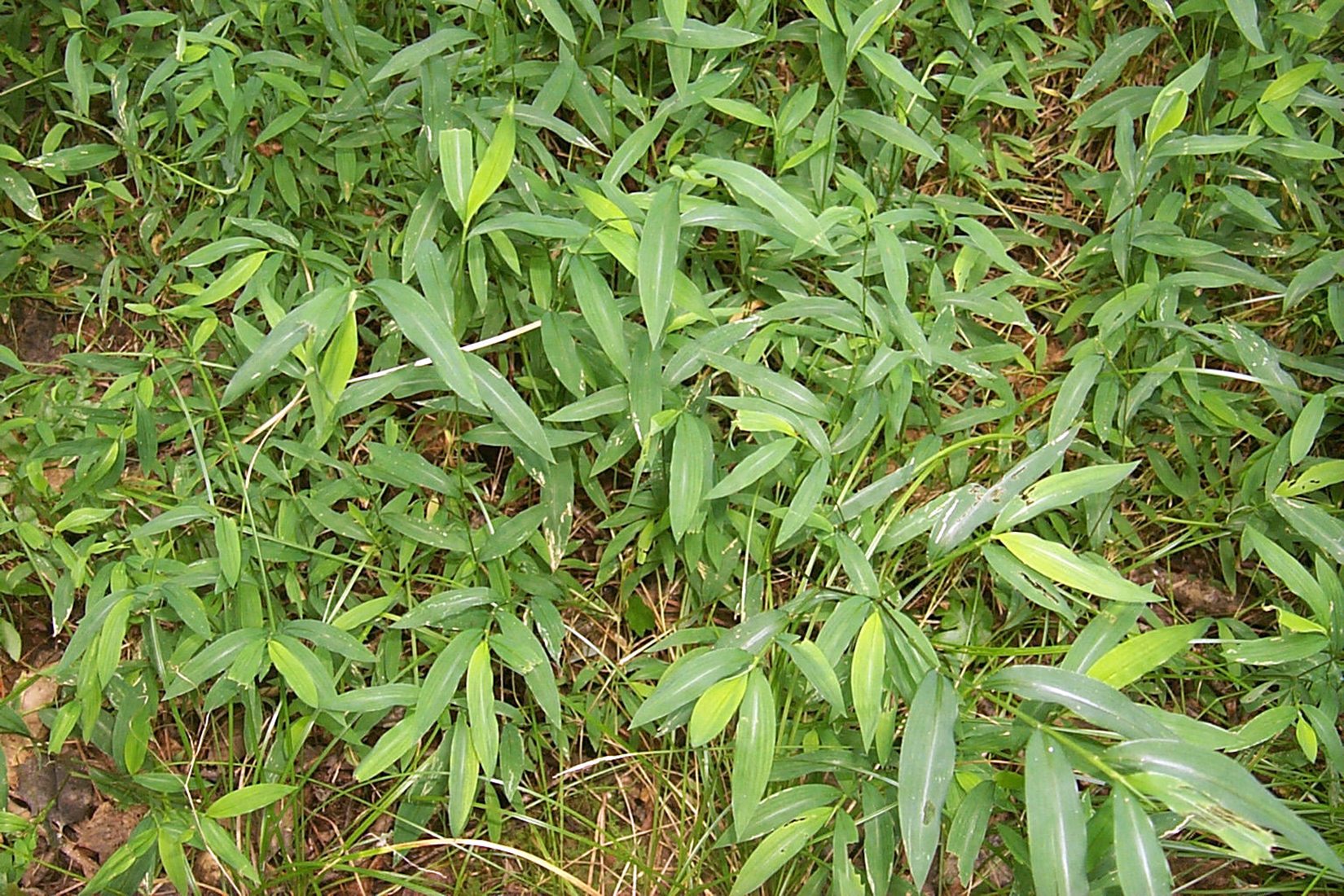
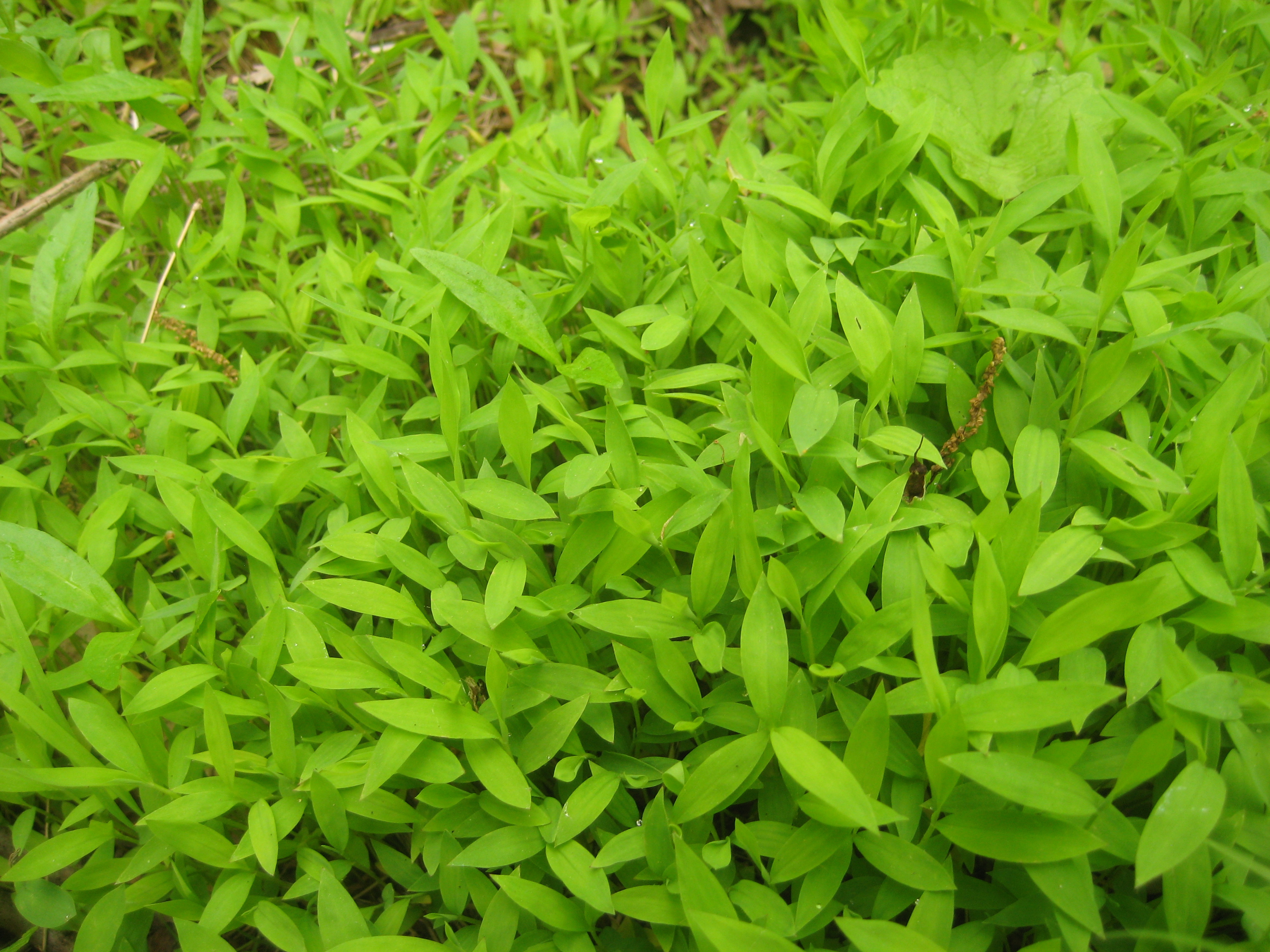